# Welder da Silva Marçal
Welder da Silva Marçal, kurz Weldinho, (geboren am 16. Januar 1991 in Franca) ist ein ehemaliger brasilianischer Fußballspieler.

## Karriere
Weldinho begann seine Karriere 2010 beim Paulista FC. Sein Debüt in der Profi-Liga gab er bei der Staatsmeisterschaft von São Paulo 2010. Am 21. April 2011 unterzeichnete er einen Vertrag bei Corinthians São Paulo. 2013 wechselte er zum Lokalrivalen Palmeiras São Paulo. Im August 2013 wurde er an Sporting Lissabon ausgeliehen. Hier trat er mit der zweiten Mannschaft in der Segunda Liga der Saison 2013/14 an. Nach Abschluss der Saison kehrte Weldinho in seine Heimat zurück. Im Jahr 2015 wurde er an Oeste FC verliehen. Mit dem Klub trat er in der Campeonato Brasileiro Série B 2015 an. Auch 2016 spielte er weiterhin keine Rolle in der Kaderplanung von Palmeiras und ging auf Leihbasis zum Grêmio Esportivo Brasil. Am Ende des Jahres lief sein Kontrakt mit dem Klub aus und Weldinho wechselte zum Figueirense FC. Im August des Jahres wurde sein Vertrag vorzeitig beendet.

## Erfolge
Corinthians
- Campeonato Brasileiro de Futebol: 2011
- Copa Libertadores: 2012